# Dryopteris indusiata
Dryopteris indusiata är en träjonväxtart som först beskrevs av Mak., och fick sitt nu gällande namn av Tomitaro Makino och Yamamoto. Dryopteris indusiata ingår i släktet Dryopteris och familjen Dryopteridaceae. Inga underarter finns listade.